# Spirito allegro
Blithe Spirit (tradotto con Spiritello o Spirito allegro) è una commedia dell'inglese Noël Coward scritta nel 1940. Il titolo prende ispirazione dal poema di Percy Bysshe Shelley To a Skylark.
La commedia, messa in scena la prima volta nel 1941 in piena Seconda guerra mondiale, fu duramente criticata per come rappresentava con poco rispetto un argomento serio come la morte. Il pubblico si curò poco di queste critiche e ne decretò il successo: la commedia rimase in scena per ben 1997 repliche nel West End, un record che sulle scene inglesi fu battuto solo da Boeing Boeing negli anni settanta.
Nella sua autobiografia Coward ricorda come scrisse la commedia tutta d'un fiato in soli cinque giorni nel corso di una vacanza con Joyce Carey (che compare nella versione cinematografica nel ruolo della Signora Bradman) sulla costa gallese e sottolinea come solo due battute siano state eliminate prima del debutto londinese.
Una versione della commedia è stata presentata nel 2009 a Broadway, con tra gli interpreti Rupert Everett e Angela Lansbury. La Lansbury è tornata a interpretare Madame Arcati nel 2014, in una fortunata edizione messa in scena da marzo a giugno al Gielgud Theatre di Londra e nuovamente nel 2015 in tour statunitense.
In Italia, la commedia conta numerose edizioni, tra cui quella interpretata dal popolare attore Leo Gullotta nel 2015. La prima italiana è stata a fine 1945 nell'interpretazione della Compagnia Morelli-Stoppa con la regia di Renato Castellani.

## Trama
Narra la storia di un famoso ed affermato scrittore inglese di nome Charles Condomine (Considine nella traduzione italiana), che per documentarsi sul genere spiritico/mistico vuole fare una seduta spiritica. Alla seduta partecipano Charles e la sua seconda moglie Ruth, il migliore amico di Charles, il dr. George Bradman, con la moglie Violet. La seduta spiritica è gestita dalla maldestra e buffa Madame Arcati, che gli servirà per delineare il personaggio chiave del suo prossimo romanzo. La medium evoca lo spiritello di una dispettosa bambina. Lo spirito evocato ne evoca un altro a sua volta, ovvero quello di Elvira, prima moglie dello scrittore e completamente opposta all'attuale per comportamento e atteggiamento. Madame Arcati non riesce a rimandare indietro lo spirito di Elvira e comincia così una divertente serie di scherzi e di misteriosi accadimenti in casa. Tuttavia, un giorno, Elvira esagera un po' e finisce con l'uccidere Ruth, manomettendo i freni della macchina e causandone l'uscita di strada. Gli spiriti delle due donne cominciano quindi a litigare e combinare disastri, costringendo Charles ad abbandonare la casa. Sulla partenza del protagonista si chiude la commedia.

## Adattamenti
Della commedia esiste una versione cinematografica del 1945 (Oscar per gli effetti speciali nel 1947) prodotta dallo stesso Coward per la regia di David Lean, interpretata da Rex Harrison, Kay Hammond, Constance Cummings e Margaret Rutherford nel ruolo di Madame Arcati.
Nel 2020 Edward Hall ha diretto un altro adattamento cinematografico, Mia moglie è un fantasma, con protagonisti Dan Stevens, Leslie Mann e Isla Fisher e Judi Dench come Madame Arcati.